# Dwaj ludzie z szafą
Dwaj ludzie z szafą – czarno-biała etiuda filmowa w reżyserii Romana Polańskiego z 1958 roku.

## Fabuła
Z morza wyłania się dwóch mężczyzn i szafa. Mężczyźni taszczą dwudrzwiową szafę z lustrem, wędrując poprzez nieprzyjazny im świat, w którym nie ma akceptacji dla ich odmienności.

## Obsada
- Jakub Goldberg – mężczyzna z szafą
- Henryk Kluba – mężczyzna z szafą
- Stanisław Michalski – chuligan #1
- Roman Polański – chuligan #2
- Andrzej Kondratiuk – chuligan #3
- Jerzy Augustyński – elegancik

## Nagrody

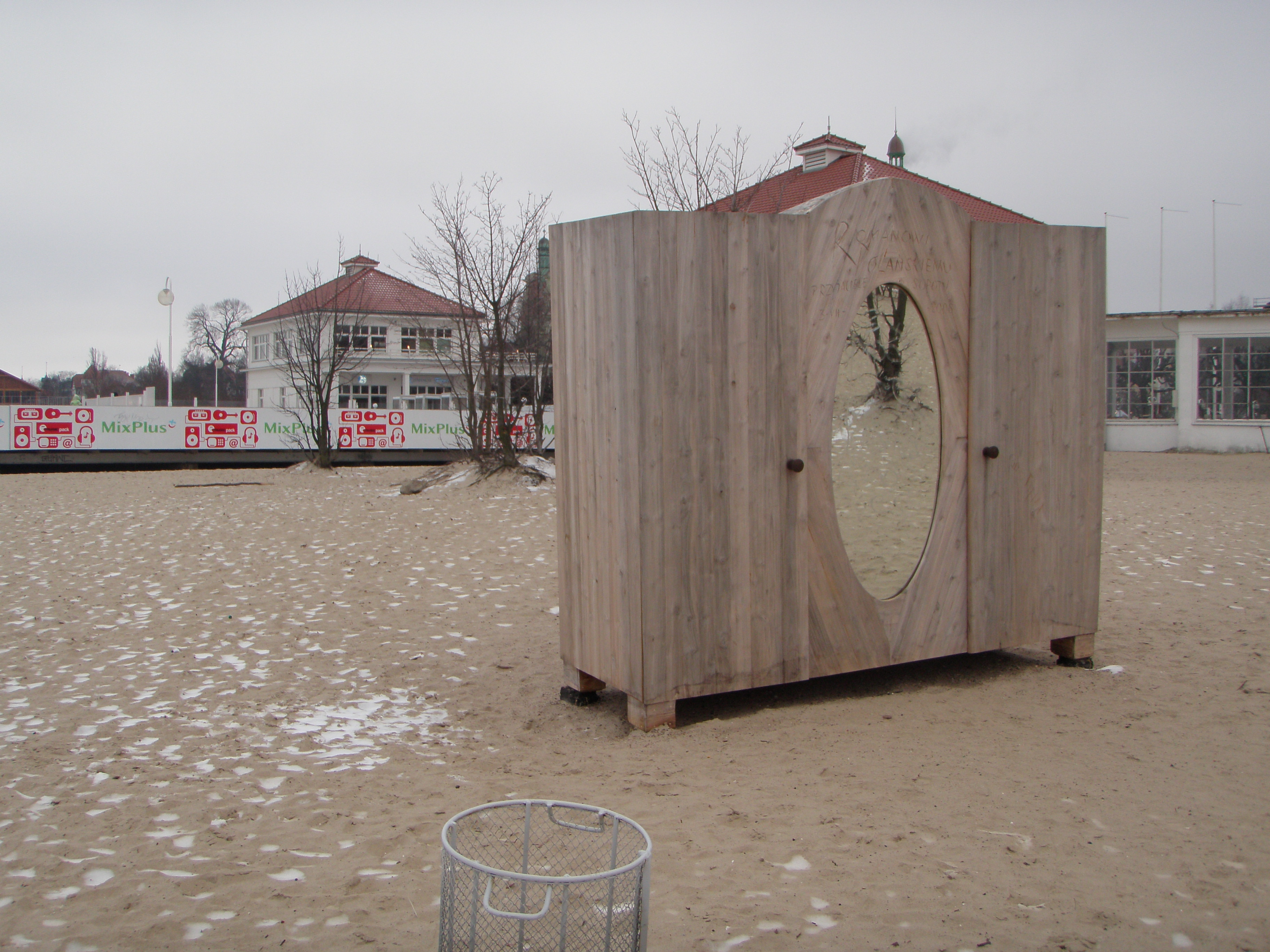
Szafa, pomnik na sopockiej plaży dla upamiętnienia filmu

- 1958 – Międzynarodowy Konkurs Filmów Eksperymentalnych w Brukseli – III Nagroda
- 1958 – Festiwal Etiud PWSFTviT w Warszawie – I Nagroda
- 1958 – Festiwal Etiud PWSFTviT w Warszawie – nagroda tygodnika „Film” za reżyserię
- 1958 – MFF w San Francisco – Nagroda Specjalna za twórczość eksperymentalną
- 1959 – MFFK w Oberhausen – Dyplom Honorowy
- 1960 – MFF Dokumentalnych i Eksperymentalnych w Montevideo – I Nagroda